# Federació Turca de Bàsquet
La Federació Turca de Bàsquet (TBF) (en turc: Türkiye Basketbol Federasyonu) és el cos governant del bàsquet a Turquia. Va ser fundada el 1959 i està localitzada a Istanbul. Pertany a la FIBA i a la ULEB. El president actual n'és Hidayet Türkoğlu.
La TBF va organitzar juntament amb la FIBA el Campionat del Món de bàsquet 2010.